# Blangoua
Blangoua – miasto w Kamerunie, w regionie Dalekiej Północy, w departamencie Logone-et-Chari.